# Certified pension consultant
Certified pension consultant (CPC) is een privaatrechtelijk beschermde titel voor pensioenspecialisten die met succes de Leergang pensioenrecht aan de Vrije Universiteit te Amsterdam hebben afgerond. Voor niet-juristen die zich postacademisch in het pensioenrecht willen verdiepen is de leergang toegankelijk nadat in overleg met de cursuscoördinator - op basis van verstrekte gegevens omtrent kennis en ervaring - is vastgesteld dat de leergang met goed resultaat gevolgd kan worden. 
De leergang duurt ongeveer een jaar en na het succesvol afronden van drie examens en het schrijven en verdedigen van een scriptie is de pensioenspecialist dan gerechtigd de afkorting CPC achter de naam te voeren. Dit laatste indien en zolang zij vervolgens voldoen aan de voorwaarden van permanente educatie. 
Het is mogelijk, na het afronden van de opleiding zich te laten opnemen in het ‘Register van gecertificeerde pensioenjuristen'. Ook staat lidmaatschap open van de Vereniging van Pensioenjuristen (VvPJ)